# چووار
چووار (به مجاری:  Csővár) یک شهرداری در مجارستان است که در ناحیه واتس واقع شده‌است. چووار ۱۷٫۱۷ کیلومتر مربع مساحت دارد.